# Associazione Sportiva Dilettantistica Mozzanica
L'Associazione Sportiva Dilettantistica Mozzanica, meglio nota come Mozzanica, è stata una società calcistica bergamasca con sede nella città di Mozzanica (BG). Nelle stagioni 2017-2018 e 2018-2019 è stata apparentata all'Atalanta Bergamasca Calcio.
Ha militato in Serie A dalla stagione 2010-2011 alla stagione 2018-2019. Il risultato più prestigioso conseguito dalla squadra è stato il 3º posto in Serie A conquistato al termine del campionato 2014-2015. Fondata nel 2004, la società si è sciolta nel 2019.

## Storia
La F.C.F. Mozzanica (Footbal Club Formativo) nasce nel 2004, subentrando all'Oratorio Mozzanica, a sua volta nato nel 2002 iscrivendosi al campionato di Serie D femminile dopo aver disputato per vari anni campionati nel C.S.I..
Su invito dell'attuale presidente Luigi Sarsilli che con Claudio Salviti, Giovanni Baita e Fabrizio Gerosa, già allenatori della squadra femminile CSI a 7, coinvolgono un gruppo di amici al loro progetto e nasce il F.C.F. Mozzanica.
Dopo aver vinto il campionato lombardo di Serie C, Coppa Lombardia e Coppa Italia, la squadra ottiene due secondi posti consecutivi in Serie B nelle stagioni 2005-06 e 2006-07.
È per questo motivo che la società si fonde con l'A.C.F. Aurora Bergamo e approda in Serie A2.

L'A.C.F. Aurora Bergamo era nata nel 1972 come A.C.F. Aurora Mombretto grazie al fondatore e Presidente Giovanni Ponzo e aveva disputato 4 campionati in Serie A, 1 in Serie A2 e 13 in Serie B.
Grazie alla categoria di merito (Serie A2) portata in dote dall'Aurora Bergamo, il Mozzanica ha disputato il campionato di Serie A2 per la stagione 2007-2008, terminata al secondo posto a un solo punto dalla promozione in Serie A. Dopo aver concluso il campionato successivo nuovamente al secondo posto, ha vinto il girone A della Serie A2 2009-2010, conquistando la storica promozione in Serie A.
La stagione di esordio in Serie A è stata conclusa con un quarto posto, fino alla miglior prestazione arrivata nella stagione 2014-2015 con il terzo posto alle spalle di AGSM Verona e Brescia. In Coppa Italia ha raggiunto le semifinali per tre edizioni consecutive (2013-2014, 2014-2015 e 2015-2016), senza mai riuscire a raggiungere la finale.
Nel settembre 2017 è stato ufficializzato l'apparentamento con l'Atalanta Bergamasca Calcio, rimanendo iscritta al campionato come A.S.D. Mozzanica, nonostante l'annuncio di un cambio di denominazione in "Atalanta Mozzanica Calcio Femminile Dilettantistico". Durante il periodo di collaborazione con l'Atalanta Bergamasca, la squadra ha raggiunto il quinto posto finale nella Serie A 2017-2018 e il sesto posto finale nella Serie A 2018-2019.
Il 5 luglio 2019 è stato comunicato dalla società la rinuncia all'iscrizione al campionato di Serie A 2019-2020, dopo che la dirigenza dell'Atalanta Bergamasca Calcio ha manifestato la non volontà di discutere i progetti proposti dall'A.S.D. Mozzanica per la stagione entrante. Qualche giorno dopo, attraverso la presidentessa Ilaria Sarsilli. è stato comunicato lo scioglimento della società.

## Società

### Organigramma societario
Organigramma per la stagione 2018-2019
- Ilaria Sarsilli - Presidente
- Italo Lingiardi - Direttore generale
- Claudio Salviti - Direttore sportivo
- Rudy Trolli - Addetto stampa

## Allenatori
Di seguito l'elenco di allenatori del Mozzanica dall'anno di fondazione a oggi.
- 2002-2004  Claudio Salviti
- 2006-2008  Alamiro Arisi
- 2005-2006  Roberto Cerviani
- 2006-2008  Alessandro Mondini
- 2008-2009  Sandro Gibellini
- 2009-2011  Giovanni Franco Lanzani
- 2011-2012  Giovanni Franco Lanzani (1ª-4ª)
 Paolo Fracassetti (5ª-26ª)
- 2012-2014  Paolo Fracassetti
- 2014-2016  Nazzarena Grilli
- 2016-2018  Elio Garavaglia
- 2018-2019  Michele Ardito

## Palmarès
- Campionato italiano di Serie A2: 1

2009-2010